# 稲村山城
稲村山城（いなむらやまじょう）は、広島県三原市小坂町にあった日本の城（山城）。

## 沿革
当時の沼田小早川家当主であった小早川春平に仕えた田坂義忠が1394（応永元）年に築城、城主として封じられた。その後、5代目の城主であり、沼田小早川家の重臣であった田坂義詮が毛利元就の介入による小早川繁平の隠居と小早川隆景の沼田小早川家家督相続に強く反対したため1547年（天文16年）1月16日に小早川勢に強襲され、落城した。

## 概要
標高149m（比高127m）の稲村山頂上に山城があったと思われる。なお、田坂氏の屋敷は稲村山の西の麓あたりにあったと言われている。遺構はさほど多くないが、土塁、郭、堀などがある。
現在、かつて城があったと思われる山頂は整備され、社が設置されている。
近隣には高山城跡、新高山城跡、善根寺跡などがある。

## 見学方法
かつては東側にある林道や西側にある旧登城路（分かりにくい）を通って登る必要があったが、現在は山頂まで車道が通っている。